# Raffaele Simone
Raffaele Simone (Lecce, 27 maggio 1944) è un linguista e saggista italiano, studioso di linguistica e filosofia del linguaggio; ha inoltre un'intensa attività di saggistica politico-culturale e di organizzazione editoriale.

## Biografia
Laureato nel 1966 a Roma in Filosofia, ha studiato anche matematiche e diritto. Ha perfezionato la sua formazione in Germania. Nel 1980 è divenuto professore ordinario di Linguistica generale all'Università degli studi di Roma "La Sapienza" dove, dal 1983 al 1995, è stato coordinatore dei corsi di Dottorato di ricerca in Linguistica. Dal 1989 al 1991 è stato Direttore del Corso di Perfezionamento in Linguistica Italiana. Dal 1992 è professore ordinario di Linguistica generale presso l'Università degli Studi Roma Tre, dove è anche stato, fino al 2008, Direttore del Dipartimento di Linguistica e Delegato Rettorale per il Progetto Scuola Superiore. Dal 2015 Professore Emerito a Roma Tre. Ha ricevuto una laurea honoris causa dall'Università svedese di Lund.
Ha studiato la filosofia del linguaggio, la storia del pensiero linguistico-filosofico, e altre tematiche di linguistica teorica e descrittiva. Tra i suoi temi specifici: Saussure e il saussurismo; epistemologia della linguistica; fenomeni non-arbitrari nelle lingue; iconicità sintattica; costruzioni predicative (causative, ecc.), classi di parole. Nei suoi studi linguistici, ha portato costantemente il risultato della sua conoscenza della tradizione filosofica, specialmente in alcuni ambiti (filosofia antica, filosofia seicentesca e settecentesca, epistemologia).
Ha avuto un ruolo cospicuo nello sviluppo della tematica linguistico-educativa in Italia negli anni settanta e successivi, sia come autore di alcuni fortunati manuali scolastici, sia come autore di decine di lavori di analisi della tradizione in questo campo. Nel 1986 ha fondato la rivista bimestrale Italiano e oltre, che ha diretto fino alla sua chiusura nel 2004.
È membro del comitato redazionale di numerose riviste scientifiche, in Italia, Spagna, Francia, Svizzera. Ha progettato e diretto opere lessicografiche in collegamento coi suoi interessi di lessicologia: il Conciso Treccani (2003), poi il Dizionario dei sinonimi e dei contrari Treccani (2004), poi Il Treccani (2004). Il Dizionario analogico Utet, un'opera originale nel panorama italiano, è apparso in due volumi nel 2011. Nello stesso anno è uscita la Enciclopedia dell'italiano, presso l'Istituto della Enciclopedia Italiana.
Come saggista, si occupa di filosofia della cultura della modernità e di filosofia politica. In questi ambiti si possono citare il suo Il mostro mite (Garzanti, 2008; tradotto in più lingue), in cui analizza le ragioni profonde della crisi della sinistra in Europa; Il paese del pressappoco (Garzanti, 2005), dedicato all'analisi dell'Italia come caso di "paese che non funziona"; La terza fase (Laterza 2000, tradotto in varie lingue), in cui studia gli effetti cognitivi della multimedialità digitale, tema ripreso con altri argomenti in Presi nella rete. La mente ai tempi del web (Garzanti, 2012; tradotto in varie lingue). Suoi saggi di analisi politica e filosofico-politica sono sulle principali riviste di politica d'Europa (il Mulino, MicroMega, Le Débat ecc.).
Nel 2011 ha pubblicato per Garzanti il suo primo romanzo, Le passioni dell'anima, incentrato sugli ultimi mesi di vita di Cartesio a Stoccolma.
Nel 2018 ha pubblicato, sempre per Garzanti, L'ospite e il nemico. La grande migrazione e l'Europa, in cui si propone di smontare la retorica dell'accoglienza ai migranti.

## Opere principali

### Linguistica
- Per una grammatica nozionale, in La grammatica, Milano, Mondadori,1983.
- Punti di attacco dei clitici in italiano, in F. Albano Leoni et al., Italia linguistica, Bologna, Il Mulino, 1983.
- Maistock. Il linguaggio spiegato da una bambina, Firenze, La Nuova Italia, 1988.
- Il destino internazionale dell'italiano, in V. Lo Cascio (ed.), L'italiano in Europa, Firenze, Le Monnier, 1990.
- Caratteri originali dell'italiano, Roma, Istituto della Enciclopedia Italiana, 1991.
- Seicento e Settecento, in G. C. Lepschy, Storia della linguistica, vol. II, Bologna, Il Mulino, 1991.
- Il sogno di Saussure. Otto studi di storia delle idee linguistiche, Bari-Roma, Laterza, 1992.
- (a cura di) Alfabeti del sapere, Firenze, La Nuova Italia, 1993.
- Stabilità e instabilità nei caratteri originali dell'italiano, in Alberto A. Sobrero (a cura di), Introduzione all'italiano contemporaneo, vol. I, Le strutture, Bari-Roma, Laterza, 1993, pp. 41-100.
- Testo parlato e testo scritto, in M. de las Nieves Muñiz Muñiz (a cura di), La costruzione del testo in italiano. Sistemi costruttivi e testi costruiti, Firenze, Cesati, 1996, pp. 23-61.
- (a cura di), Iconicity in Language, Amsterdam-Filadelfia, Benjamins, 1995.
- Linguaggio, in Enciclopedia delle Scienze Sociali, Roma, Istituto della Enciclopedia Italiana, 1995.
- The Body of the Text, in G. Nunberg (ed.), The Future of the Book, Berkeley-Los Angeles, California University Press, 1996, pp. 239-251.
- Il software del linguaggio, Milano, Raffaello Cortina Editore, 2020.
- La grammatica presa sul serio, Bari-Roma, Laterza, 2022.
- Nuovi fondamenti di linguistica, Milano, McGraw-Hill, 2024.

### Filosofia della modernità e analisi politica
- L'università dei tre tradimenti, Bari-Roma, Laterza, 1993.
- Idee per il governo dell'università, Bari-Roma, Laterza, 1995.
- La terza fase. Forme di sapere che stiamo perdendo, Bari-Roma, Laterza, 2000 (Premio Nazionale Rhegium Julii, Saggistica)[2].
- La mente al punto. Dialogo sul tempo e il pensiero, Bari-Roma, Laterza, 2002.
- “Il paese del pressappoco”, Garzanti, 2005.
- Il mostro mite. Perché l'Occidente non va a sinistra, Milano, Garzanti, 2008.
- Presi nella rete. La mente ai tempi del web, Milano, Garzanti, 2012.
- Come la democrazia fallisce, Milano, Garzanti 2015 (Premio del libro europeo 2017)[3].
- L'ospite e il nemico. La grande migrazione e l'Europa, Milano, Garzanti, 2018.
- Divertimento con rovine. La nostra vita tra guerra e pandemia, Milano, Solferino, 2022.

### Narrativa
- Le passioni dell'anima, Milano, Garzanti, 2011.